# Szrogh György
Szrogh György (Csömör, 1915. január 23. – Budapest, 1999. november 29.) állami díjas és Ybl Miklós-díjas magyar építész.

## Visszaemlékezése
„Miután az első világháborúban elvesztettem Édesapámat, majd rövidesen Édesanyámat is és bár a kétági rokonság gondoskodott rólam, élelemről, ruházatról, fedélről és szeretetben sem szenvedtem hiányt, sőt még arra is volt gondjuk, hogy mérnök Nagyapám, vaskohómérnök Édesapám sorát én is mérnökként folytathassam, – mégis, Apa nélkül nőttem fel. Azt pedig, amire mindenkinek szüksége van a felnőtté váláshoz: a tartásra, a kötelességtudásra, a felelősségtudatra és jó iránytűre az életben, azt itt és éppen Kotsis professzor Úrtól mind megkaptam, s akit éppen ezért, ilyen értelemben nevelő Apámként is tisztelek”

## Életpályája
Korán árvaságra jutott és rokonai nevelték fel. 1932-ben beiratkozott a Királyi József Nádor Műszaki Egyetem Építészmérnöki karára, melyet 1938-ban fejezett be. Egyetemi évei után – 1938-1944 között – Hidasi Lajos magán tervező-irodájában dolgozott.
A második világháború után 1945-1948 között a MÉMOSZ Építőipari Vállalatnál dolgozott. Erre az időszakra tehető a Bányaipari Dolgozók Szakszervezet Székházának tervezése (1946-47) a Városligeti (volt Gorkij) fasor 46-48 alatt, valamint a MÉMOSZ Székház (1945-1950) új épülettömbje a Dózsa György út 84/a alatt. Ezen utóbbi épületet, több pályázó társával – Gádoros Lajos, Perényi Imre, Preisich Gábor – együtt nyerték és kapták meg a megbízást.
1948-tól rövid ideig a Városépítési Tudományos Intézetnél (VÁTI), és a Lakóépület-tervező Irodánál (LAKÓTERV) dolgozott. Legtöbb alkotása már a Középület Tervező Irodához (KÖZTI) kötődik. Ebben az időben tervezte a Piszkéstetői csillagvizsgálót, a Nagyszénási Szociális otthont, a Salgótarjáni Művelődési otthont és a Budapest Szállót a Fogaskerekű vasútnál. „Legtöbb alkotását szerkezeti meggondolásokon alapuló ötletes és nemes formálás jellemezte.”
1966–67 között – UNESCO-ösztöndíjasként – Angliában, USA-ban és Mexikóban – járt, ahol az új iskolaépítési elveket és módszereket tanulmányozta. 1966-tól a budapesti Iparművészeti Főiskola tanára volt, és 1966 -1986 között az Építészeti Tanszéket vezette.
Idős korában Vác számára tervezett kulturális célú épületeket. Szenvedélyesen fotózta a régi és modern építészet kiemelkedő emlékeit. 1999. november 29-én halt meg.
"Győztes ember vagy a magad szerény módján, mert a betegség, halál ellenében is képes voltál befejezni az új műfajt teremtő Barangolás az építészet világában című könyvedet. Alig néhány hete a könyved bemutatójára már a kórházból érkeztél. Csak a tested volt fáradt és beteg, a szellemed ragyogott, sziporkázott – örökkévalóan szép pillanatokkal ajándékoztál meg bennünket, akik körülültünk Téged, az európait."

## Kitüntetései
- Ybl Miklós-díj (1953 és 1967)
- Állami Díj II. fokozat (1970) – A salgótarjáni városközpont rekonstrukciójáért. Megosztott díj Finta Józseffel és Magyar Gézával.
- Neufeld Anna alapítvány díja[5] (1985)
- A Magyar Köztársasági Érdemrend középkeresztje (1994)

## Művei
- 1947-1948 Budapest, VI. Városligeti (volt: Gorkíj) fasor 46-48. Bányaipari Dolgozók Szakszervezete Székháza
- 1948-1950 Budapest, VI. Dózsa György út 84/a. – Építők Rózsa Ferenc Kultúrháza (MÉMOSZ Székház) – műemlék (Gádoros Lajossal, Perényi Imrével, Preisich Gáborral)
- 1951-1952 Sztálinváros (ma: Dunaújváros) Dózsa György tér 1. Dózsa mozi centrum.(műemlék)
- 1951 Oroszlány, Orvosi rendelő
- 1951 Komló, Orvosi rendelő
- 1952-1953 Budapest, XXI. Szent Imre tér 23. Csepeli rendőrkapitányság (műemlék)
- 1955-58 Budapest, III. Szépvölgyi út 3/b Lakóház [halott link]
- 1957-1958 Budapest, II. Frankel Leó út 8. OTP lakóház
- 1958-1961 Dunavarsány és Mogyoród általános iskola
- 1962-1964 Nagyszénás, Táncsics utca 3. Szociális otthon.
- 1955-1963 Mátra – Piszkés-tető, Csillagászati obszervatórium (I. ütem)
- 1962-1966 Salgótarján. József Attila Művelődési Központ
- 1964-1967 Budapest, II. Szilágyi Erzsébet fasor 47. Körszálló (Budapest szálló)
- 1975 Szigliget nyaraló
- 1982-1983 Vác. Hincz Gyula gyűjtemény
- 1985. Vác. Fototechnikai Történeti Múzeum (Görgényi Judit belsőépítésszel)
- 1988. Vác. Városi Tanács
- 1995. Pápai Református gimnázium könyvtára. (Görgényi Judit belsőépítésszel)

### Fontosabb írásai
- 6 tantermes iskolák. (Magyar Építőművészet. 1965/1)
- Apropos nyersbeton… (Magyar Építőművészet. 1967/1)
- Budapest szálló. (Magyar Építőművészet 1968/1)
- Mai magyar művészet. (Budapest, 1976)
- Vallomás az építészetről (elhangzott 1998. április 15-én a Műegyetem kertjében Kotsis Iván szoboravatása alkalmából)
- Barangolás az építészet világában. Építészeti képeskönyv; ford. Bodóczky Miklós;Gyorsjelentés, Budapest, 1999 (Magyar építészet könyvek)

### Képgaléria

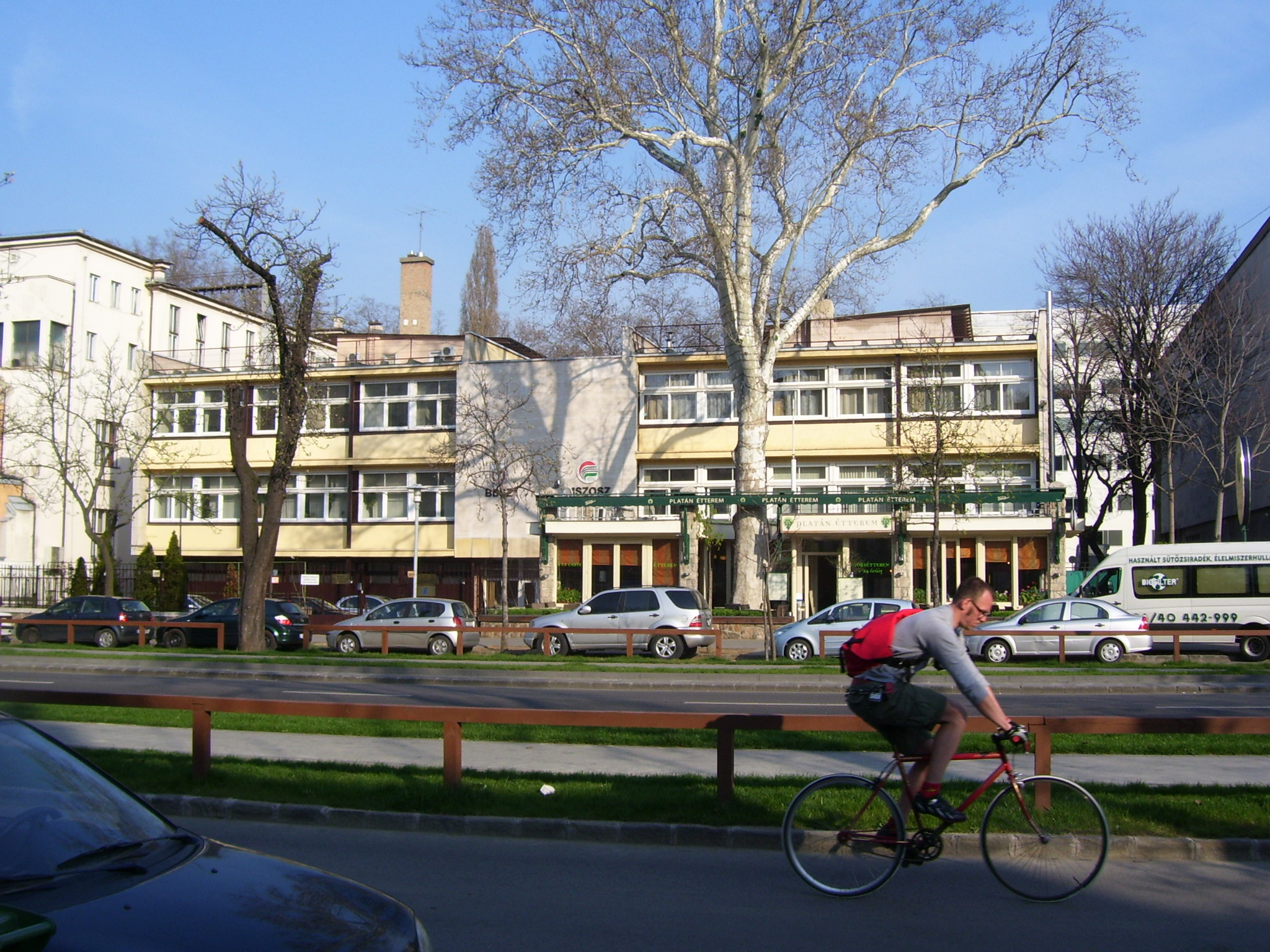
Bányász Szakszervezet Székháza 1946-47
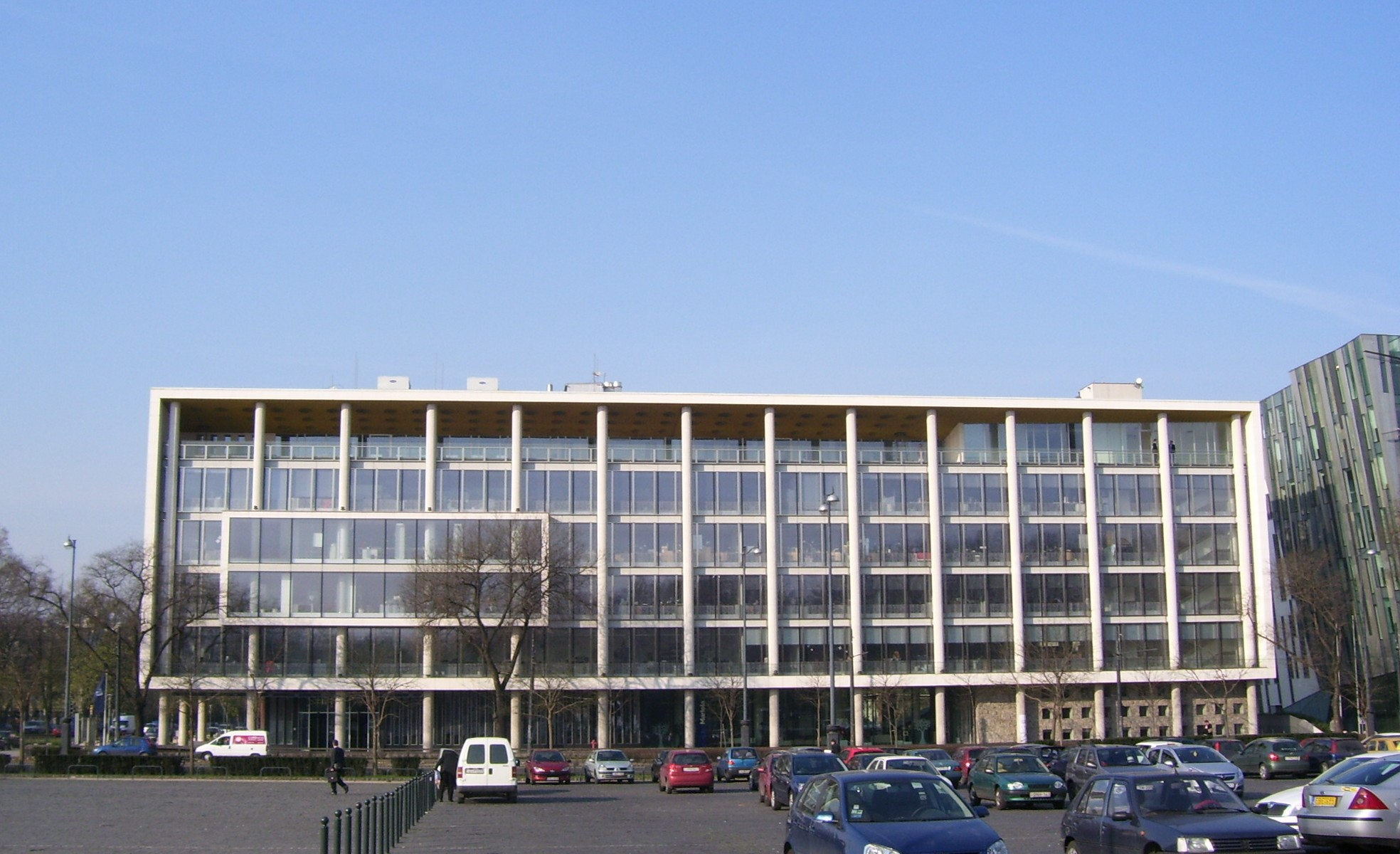
MÉMOSZ-székház a Dózsa György út felől 1945-50
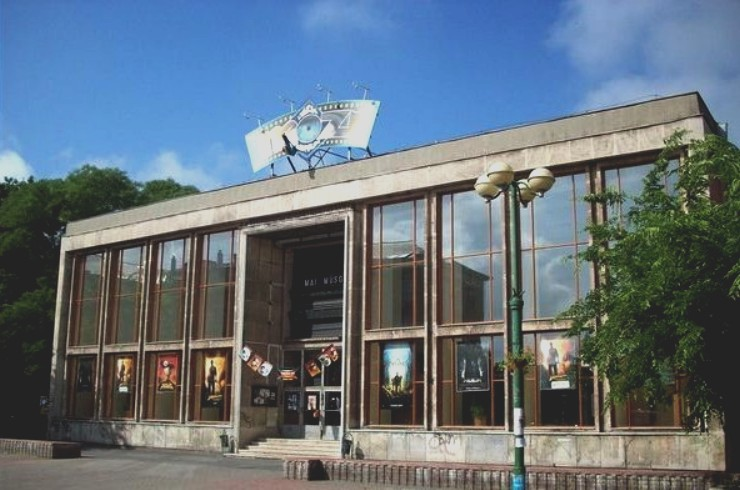
Dunaújváros. Dózsa mozi centrum 1951-53
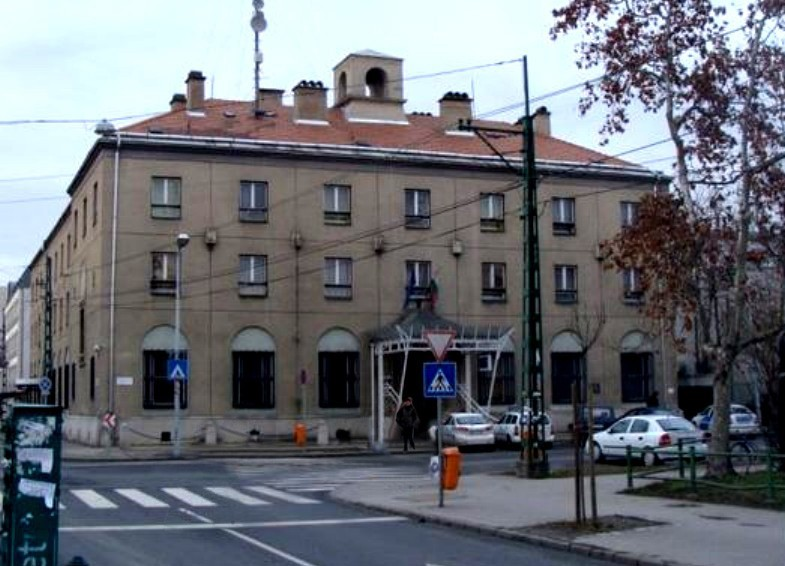
Csepel rendőrkapitányság 1952-53
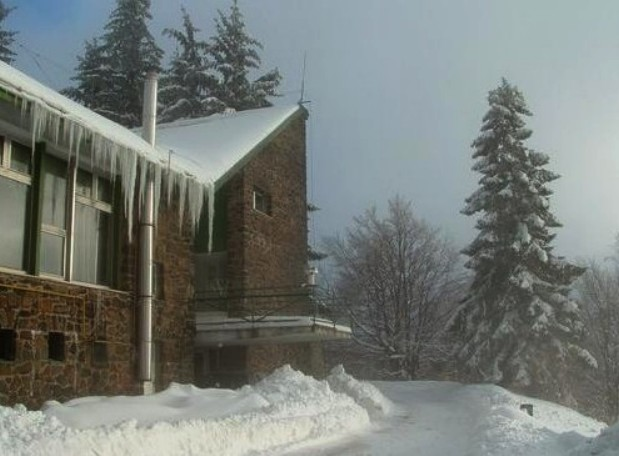
Piszkéstető. Csillagászati obszervatórium 1960-64
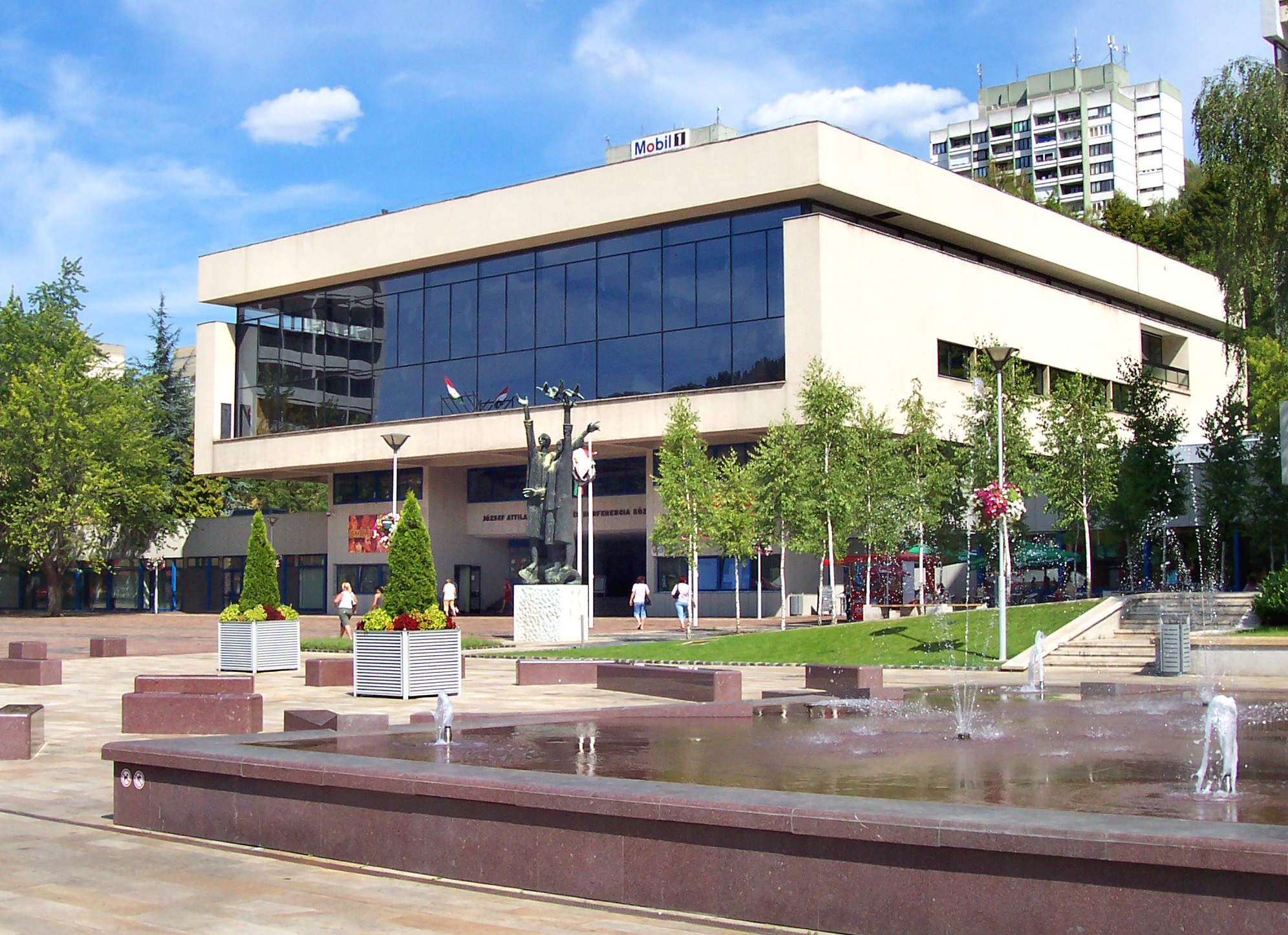
Salgótarján Művelődési ház 1962-66
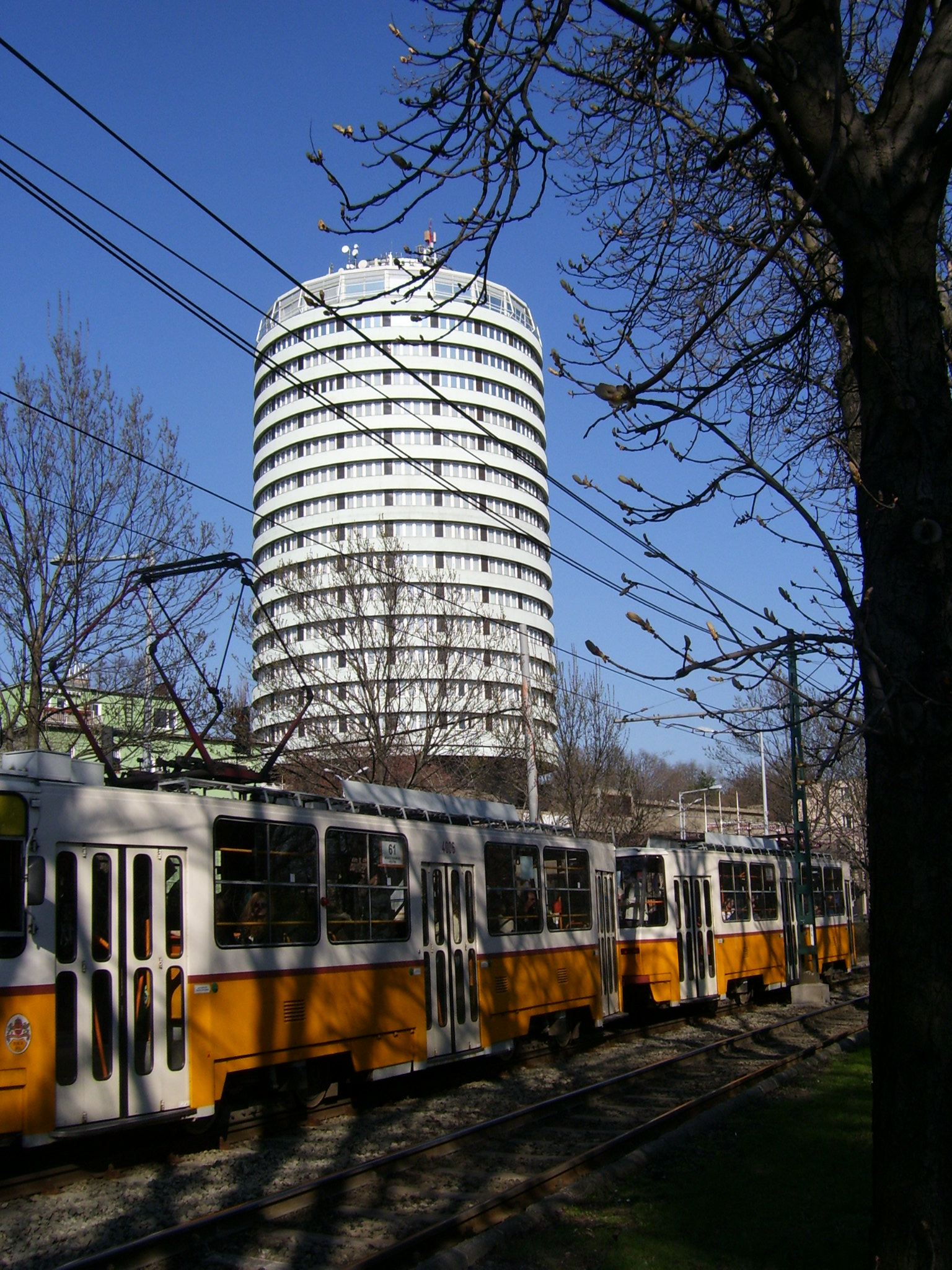
Budapest, körszálló a villamos felől